# Mariahilf-Kapelle (Unterfaggen)

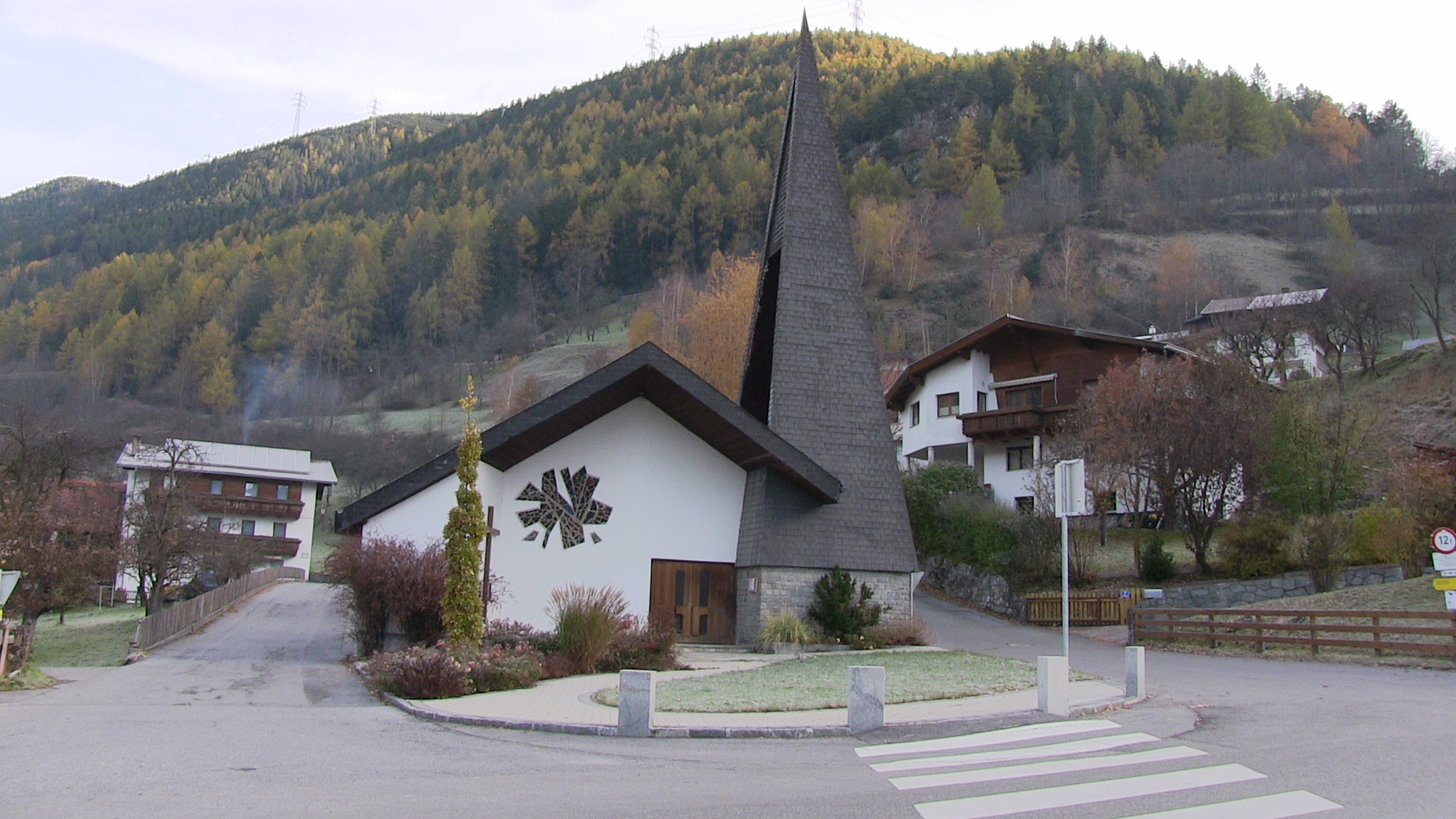
Die Kapelle Maria-Hilf in Unterfaggen

Die Mariahilfkapelle ist eine römisch-katholische Kapelle im Ortsteil Unterfaggen in der Gemeinde Faggen im Bezirk Landeck in Tirol. Die Kapelle steht unter Denkmalschutz (Listeneintrag).

## Geschichte
Der Vorgängerbau stammte kartografisch aus dem Jahr 1856 und wurde später aufgrund der Straßenverbreiterung abgetragen. Die Kapelle wurde von 1977 bis 1979 nach den Plänen des Architekten Karl Lochbihler als Neubau errichtet.

## Architektur und Ausstattung
Der Kapellenbau umfasst einen Saalraum mit steilem Satteldach. Der Turm befindet sich an der Ostseite der Fassade und ist mit einem steilen Pyramidendach ausgestattet. Die Betonglasfenster stammen von Engelbert Gitterle aus dem Jahr 1977 und befinden sich südwestlich an der Eingangsfassade.
Der Altartisch und eine Kreuzigungsgruppe stammen vom Bildhauer Kassian Erhart. Es gibt eine Figur Christus an der Geißelsäule aus dem 17. Jahrhundert und Reliquienbüsten Isidor und Notburga und ein barockes Altarbild Mariä Himmelfahrt aus dem 18. Jahrhundert.